# أبيجيل هايمان
أبيجيل هايمان (بالإنجليزية: Abigail Heyman)‏ هي صحفية ومصورة أمريكية، ولدت في 1 أغسطس 1942 في دانبري في الولايات المتحدة، وتوفيت في 28 مايو 2013.